# Johannes Cieslak

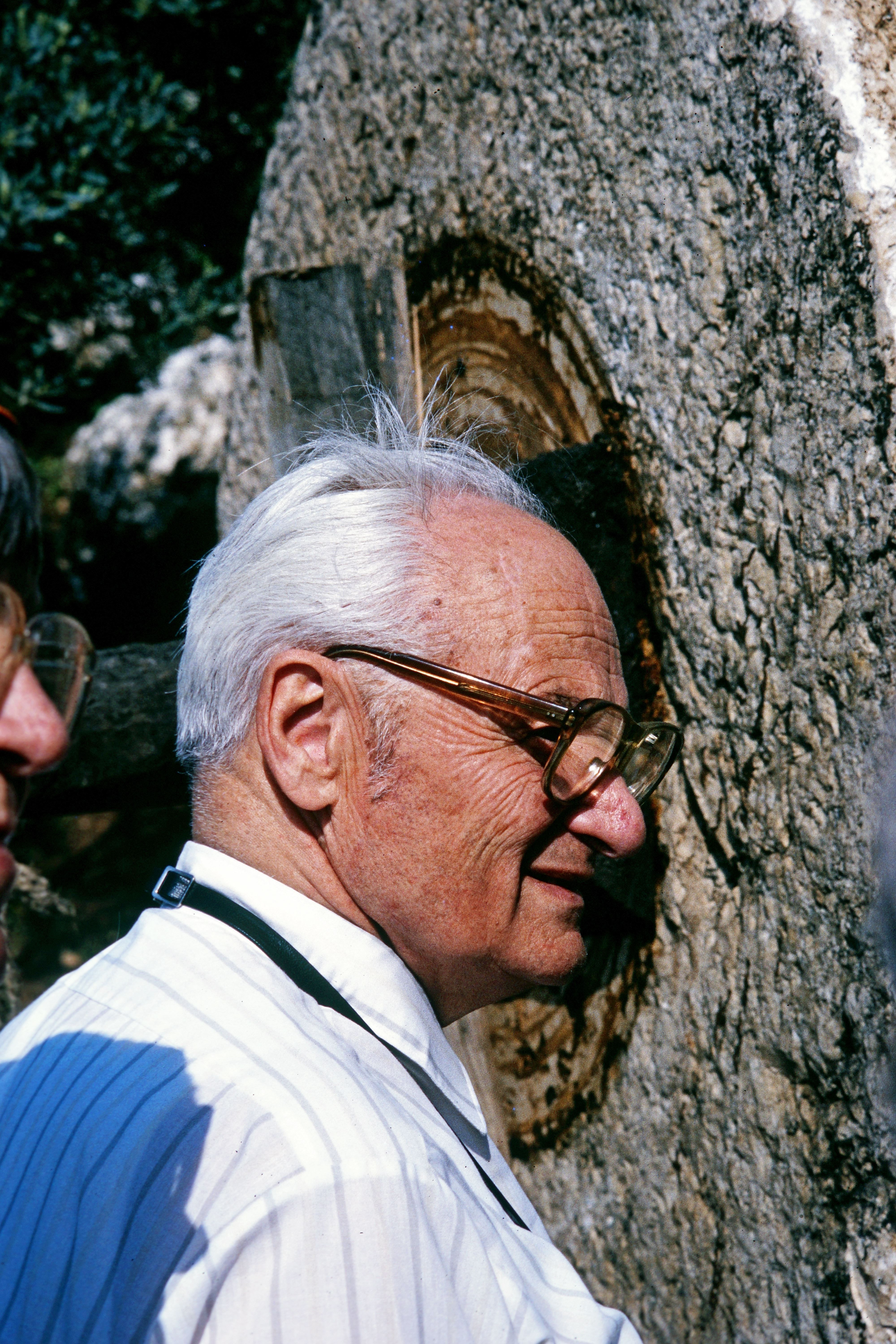
Johannes Cieslak 1991

Johannes Cieslak (* 19. Januar 1914 in Seifhennersdorf; † 19. August 2003 in Seifhennersdorf) war Ofensetzer und Präses der Landessynode der Evangelisch-Lutherischen Landeskirche Sachsens.

## Leben
Josef Johannes Cieslak wurde in Seifhennersdorf, Seifen Nr. 611 (jetzt: An der Scheibe 14) geboren. Seine Mutter Auguste Martha Cieslak (geb. Frey) war Näherin, sie entstammte einer Seifhennersdorfer Handwerkerfamilie. Sein Vater Josef Cieslak war in Witaschütz bei Jarotschin (Jarocin) in der preußischen Provinz Posen aufgewachsen und kam als Geselle nach Seifhennersdorf, um dort das Handwerk des Ofensetzers und Kachelmachers zu erlernen. Auch Johannes Cieslak wurde Ofensetzer. Er ging bei seinem Vater vom 1. April 1929 bis 31. März 1932 in die Lehre.

## Privates
Am 24. Juli 1939 heiratete er Susanne Schreiber. Das Paar bekam zwei Kinder: Ingrid Singer und Jürgen Cieslak.
Johannes Cieslak verstarb am 19. August 2003 im Alter von 89 Jahren.

## Widerstand gegen Hitler
In seiner Jugend schloss sich Cieslak der Turnerjugend an. Der Seifhennersdorfer Ortsverein hatte Kontakt zur Jahngemeinde Sebnitz, über die er in Kontakt zur Schwarzen Front und Otto Strasser kam. Strasser war nach Prag gegangen und versuchte von dort aus, Flugschriften gegen Hitler nach Deutschland zu schmuggeln. Cieslak half ihm dabei, indem er die Flugblätter heimlich abholte und diese in verschiedenen Orten in Briefkästen steckte. Dabei half ihm seine Freundin Susanne. Beide wurden jedoch verraten, am 3. Juli 1934 wurde Cieslak von der Gestapo festgenommen und nach Dresden geschafft. Die Verhöre dauerten vier Wochen lang, danach wurde er mit anderen Verhafteten (unter anderem seiner Freundin, die inzwischen ebenfalls festgenommen worden war) in das Männerkonzentrationslager Lichtenburg bei Torgau überführt. Im Konzentrationslager kam Cieslak in Kontakt mit Hans Litten, einem Rechtsanwalt, der ihn in Kulturgeschichte unterrichtete und der ihn nachhaltig beeindruckte.
Am 28. Januar 1935 wurde vom Volksgerichtshof Berlin der Haftbefehl gegen Johannes Cieslak erlassen. Bald darauf wurde er nach Fort Zinna gebracht, dem späteren Wehrmachtgefängnis Torgau. Nach drei Wochen wurde er nach Moabit, einem großen Untersuchungsgefängnis, überführt.
Die Verhandlung begann am 6. März 1935. Die Anklage lautete, Cieslak habe „in nicht rechtsverjährter Zeit“ bis zum Juli 1934 teils im Auslande, teils in verschiedenen Orten in Deutschland fortgesetzt und gemeinschaftlich handelnd das hochverräterische Unternehmen, mit Gewalt die Verfassung des Reiches zu ändern, vorbereitet zu haben, wobei die Tat
a) darauf gerichtet sei, zur Vorbereitung des Hochverrates einen organisatorischen Zusammenhalt herzustellen oder aufrechtzuerhalten,
b) z. T. auch darauf gerichtet sei, die Reichswehr bzw. die Polizei zur Erfüllung ihrer Pflicht untauglich zu machen, das Deutsche Reich gegen Angriffe auf seinen äußeren oder inneren Bestand zu schützen,
c) auf Beeinflussung der Massen durch Verbreitung von Schriften gerichtet sei,
d) z. T. im Ausland sowie dadurch begangen worden sei, dass die Täter es unternommen hätten, Schriften zum Zwecke der Verbreitung im Inland aus dem Ausland einzuführen.
Verbrechen gegen die §§ 80 Abs. 2, 83 Abs. 2 und Abs. 3 Ziffer 1–4, 86, 86 a StGB. N. F.
Nach dreitägiger Verhandlung wurde Cieslak zu einer Zuchthausstrafe von zwei Jahren und acht Monaten, abzüglich acht Monate erlittener Untersuchungshaft verurteilt. Die „Berliner Illustrierte Nachtausgabe“ titelte am 8. März 1934: „Fünf Kuriere der ‚Schwarzen Front‘ in Berlin zu Zuchthaus verurteilt.“ Cieslak verbüßte die Haft in der Haftanstalt Charlottenburg, im Zuchthaus Waldheim und im Zuchthaus Osterstein bei Zwickau.

## Krieg und Gefangenschaft
Cieslak wurde zunächst nicht eingezogen, weil er durch seine Haftzeit „wehrunwürdig“ geworden war. Die Meisterprüfung sowie der Führerschein wurden ihm ebenfalls aufgrund seiner Zuchthauszeit verweigert. Am 13. November 1942 jedoch wurde auch er „auf Grund eines besonderen Führererlasses“ für wehrwürdig erklärt und einberufen. Er kam in das 962. Regiment der Afrika-Brigade 999 und war unter anderem bei Tunis stationiert. Dort geriet er in amerikanische und englische Kriegsgefangenschaft und kam nach Aliceville, Alabama, sowie nach Belgien. Während dieser Zeit beschäftigte sich Cieslak zunehmend mit Glaubensfragen und half mit, Gottesdienste und Gemeindeleben in den Lagern zu organisieren.
Am 22. Juni 1946 wurde er aus der Kriegsgefangenschaft entlassen. Als so genannter „Anti-Nazi“ durfte er direkt nach Hause zurückkehren.

## Nachkriegszeit
Cieslak wurde nach dem Krieg in die Vereinigung der Verfolgten des Naziregimes (VVN) aufgenommen. Da er sich aufgrund politischer Differenzen an den Aktivitäten der Ortsgruppe nicht beteiligte, wurde ihm am 1. August 1951 vom Ministerium für Arbeit und Aufbau des Landes Sachsen, Referat VdN, diese Anerkennung als Verfolgter des Naziregimes wieder abgesprochen und damit zugleich die bisherige Anerkennung als Opfer des Faschismus zurückgenommen. Jahrzehnte später wurde diese Aberkennung wieder rückgängig gemacht.
Im Jahr 1947 durfte Cieslak die Meisterprüfung ablegen und am 1. Januar 1951 übernahm er das Ofensetzergeschäft seines Vaters.

## Kirchliche Aktivitäten
Ein Anliegen von Johannes Cieslak war es, in das Leben in einer christlichen Gemeinde alle Gemeindemitglieder („Laien“) einzubeziehen, und dieses nicht vorrangig und allein vom Pfarrer gestalten zu lassen.
Aus dieser Motivation heraus gründete sich am 26. September 1952 der Lückendorfer Arbeitskreis, der in monatlichen Treffen durch Bibelarbeit, Vorträge und Diskussionen sowie gemeinsame Freizeitgestaltung eine Alternative zu paternalistischen Gemeindekonzepten leben will. Die Treffen fanden bis in die 1990er Jahre in Lückendorf statt, seitdem in Seifhennersdorf.
Durch Einladung von Reimer Mager wurde Cieslak im Mai 1950 Mitglied im Landesausschuss Sachsen des Deutschen Evangelischen Kirchentages, für den er sich fortan stark einsetzte. Der Kirchentag 1983 fand unter seiner Leitung statt.
Am 1. März 1967 wurde Cieslak zum Präsidenten der Sächsischen Landessynode gewählt. Dieses Amt hatte er bis 1982 inne.